# Braunwürger
Der Braunwürger (Lanius cristatus) ist ein Singvogel aus der Gattung Lanius in der Familie der Würger (Laniidae). Der eher kleine Würger von recht einheitlich rötlichbraunem oder graubraunem Aussehen bewohnt ein sehr großes Verbreitungsgebiet, das sich vom Wendekreis des Krebses im Süden bis über den Polarkreis im Norden erstreckt. Nach Westen hin erreicht die Art die Vorgebirge des Altai in Kasachstan, im Osten die japanischen Inseln.
Die meisten Braunwürger sind Zugvögel, jene des Hohen Nordens extreme Langstreckenzieher. Nur einige Populationen im Südosten Chinas verbleiben das gesamte Jahr im Brutgebiet. Die Überwinterungsgebiete liegen auf dem indischen Subkontinent, in Indochina, auf den Philippinen und auf den meisten der indonesischen Inseln.
Braunwürger ernähren sich vor allem von Insekten und anderen Wirbellosen, erbeuten aber auch kleine Wirbeltiere, wie Mäuse, Eidechsen und Vögel. Sie bewohnen unterschiedliche Lebensräume, mehrheitlich jedoch offene, locker busch- oder baumbestandene Landschaften.
Die verwandtschaftliche Stellung des Braunwürgers innerhalb der Gattung ist nicht ausreichend geklärt. Üblicherweise wird er gemeinsam mit dem Isabellwürger und dem Neuntöter in eine Superspezies gestellt. Mit diesen beiden Arten hybridisiert er auch im äußersten Westen seines Verbreitungsgebietes. Auch mit dem Tigerwürger, mit dem ebenfalls Mischbruten festgestellt wurden, steht er in naher Verwandtschaft.
Die Art, von der zurzeit vier Unterarten anerkannt sind, wird – trotz zum Teil dramatischer Bestandseinbußen vor allem in Japan – in keiner Gefährdungsstufe gelistet.

## Aussehen

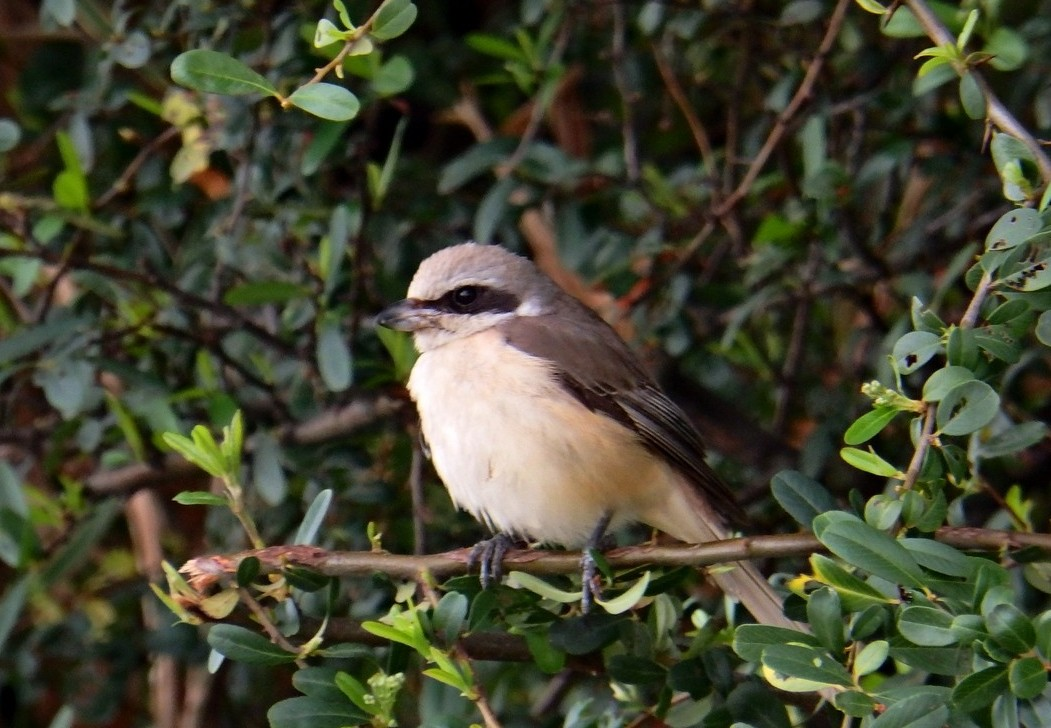
Adultes Männchen – Überwinterer auf Taiwan

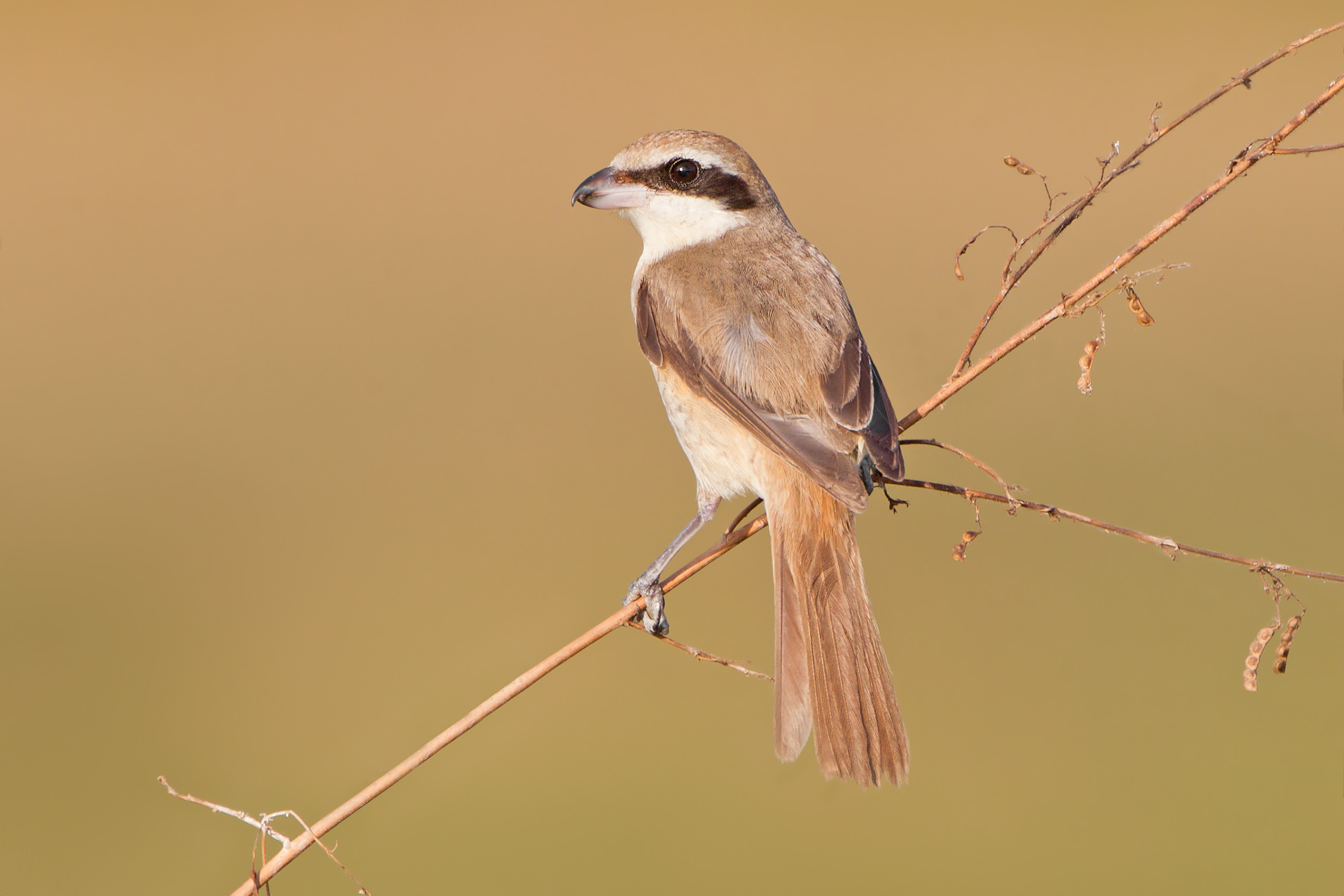
Braunwürger, Weibchen

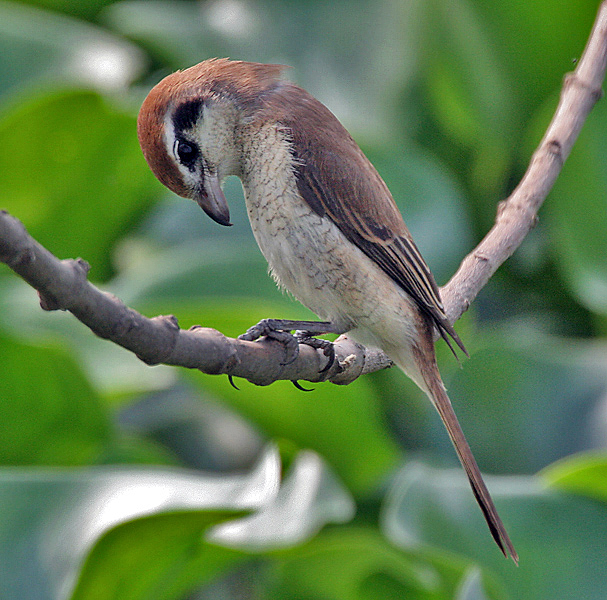
Braunwürger im ersten Winterkleid

Mit einer Größe von etwa 18 Zentimetern und einem Gewicht um die 33 Gramm ist der Braunwürger ebenso groß und ungefähr so schwer wie der Neuntöter, dem er auch im Aussehen ähnlich ist. Die Geschlechter weisen keinen Größen- oder Gewichtsdimorphismus auf, ein Färbungsdimorphismus ist vorhanden, jedoch nicht sehr deutlich. Es werden vier Unterarten beschrieben, von denen sich drei nicht sehr auffällig voneinander unterscheiden, die Unterart L. c. lucionensis jedoch deutliche Färbungsunterschiede aufweist. Braunwürger wirken groß- und rundköpfig. Sie sind von relativ einheitlich brauner Oberseitenfärbung und heller, zum Teil gelblich oder orange behauchter Unterseite. Auffallend ist neben der würgertypischen schwarzen Gesichtsmaske ein rein weißer Überaugenstreif, der bei der Unterart L. c. superciliosus besonders deutlich ausgeprägt ist.
Scheitel, Nacken, Mantel, Schultern und Bürzel sind rot- oder kastanienbraun, die Oberseite des gestuften Schwanzes ist geringfügig heller, stärker rötlichbraun mit einer, vor allem bei Männchen, etwas dunkleren Endregion. Vom oberen Schnabelansatz verläuft ein an der Stirn sehr schmales, sich aber rasch verbreiterndes schwarzes Band über die Augen bis hinter die Ohrdecken, das die würgertypische Maske bildet. Es ist fast im gesamten oberen Bereich von einem rein weißen Streifen begrenzt, der die Kontrastwirkung der Gesichtsmaske zusätzlich betont. Bei der Unterart L. c. superciliosus ist dieses Band besonders breit und bedeckt auch fast die gesamte Stirn. Die Schwingen sind dunkelbraun, die großen Flügeldecken sowie die Schirmfedern sind hellbraun gerandet. Eine Weißfärbung im basalen Bereich der Handschwingen fehlt meist oder ist nur sehr undeutlich ausgeprägt, sodass der Braunwürger zu den wenigen Würgerarten zählt, die im Flugbild keine weißen Flügelabzeichen aufweisen. Die gesamte Unterseite ist matt weiß gefärbt und unterschiedlich stark, besonders an den Flanken und in der unteren Bauchregion, gelblich oder orange-gelblich getönt. Der mächtige Hakenschnabel ist bei den Männchen schwarz, bei den Weibchen eher horngrau, der Unterschnabel ist heller, oft leicht rosa getönt. Beine und Zehen sind blaugrau, die Iris ist dunkelbraun.
Weibchen sind sehr ähnlich gefärbt. Im Allgemeinen ist das Braun der Oberseite matter, die Gesichtsmaske ist schmaler oder überhaupt nur hinter den Augen deutlich gezeichnet, der Überaugenstreif ebenfalls schmaler und oft nicht rein weiß, sondern cremefarben. Häufig ist eine feine Bänderung im Brustbereich und an den Flanken erkennbar.
Juvenile Braunwürger weisen auf der matt braungrauen Oberseite eine dichte zimtbraune Bänderung auf, die Gesichtsmaske ist braun und erst hinter den Augen erkennbar, der Überaugenstreif verwischt und unterbrochen. Die verwaschen hell bräunliche Unterseite ist mit Ausnahme des untersten Bauchabschnittes intensiv dunkel gebändert und gesperbert.
Der Braunwürger kommt im westlichen und südwestlichen Teil seines Verbreitungsgebietes sowie in manchen Überwinterungsgebieten sympatrisch mit dem Neuntöter und dem Isabellwürger vor. Mischbruten mit beiden Arten sind dokumentiert. Eine sichere Bestimmung von Jungvögeln und immaturen Weibchen ist feldornithologisch sehr schwierig.

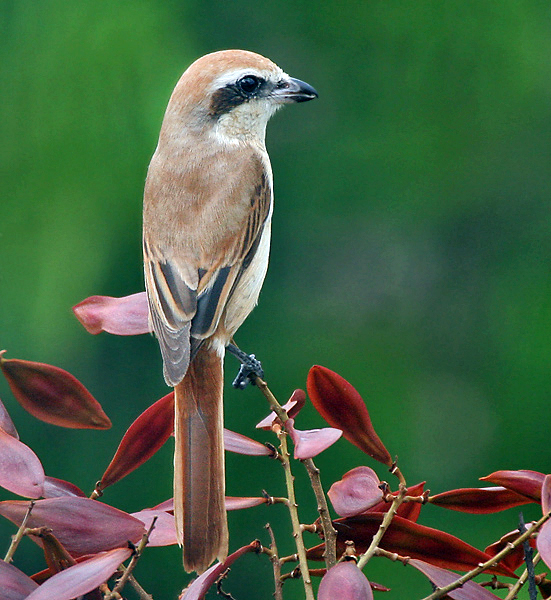
Braunwürger
Wahrscheinlich ein ins erste Adult mausernder Vogel der Unterart L. c. cristatus

## Mauser
Die Mauser des Braunwürgers ähnelt der des Tigerwürgers, unterscheidet sich jedoch in der Abfolge des Großgefiederwechsels. Wie der Tigerwürger vermausern auch Braunwürger zweimal im Jahr ihr gesamtes Federkleid. Die nachbrutzeitliche Mauser beginnt noch im Brutgebiet, unmittelbar nach – teilweise auch schon gegen Ende – der letzten Brut. Bei Vögeln in den südlichen Brutgebieten, also bei allen residenten Populationen und jenen, die nur Kurzstrecken ins Winterquartier zurücklegen, ist dies eine Vollmauser, die noch im Brutgebiet abgeschlossen wird. Bei in nördlicheren Breiten brütenden Vögeln, oder bei sehr späten Bruten, wird die Mauser nach dem Wechsel des Kleingefieders und einiger (individuell unterschiedlicher) Großfedern unterbrochen und entweder während ausgedehnter Rastpausen oder erst in den Überwinterungsgebieten fortgesetzt und vollendet. Eine zweite Komplettmauser beginnt recht bald danach, meist Ende Dezember/Anfang Januar, und ist mit Beginn des Heimzuges Anfang April/Anfang Mai abgeschlossen. Die Juvenilmauser beginnt im Alter von 40–55 Tagen und betrifft vor allem das Kleingefieder und nur wenige Großfedern. Auch sie wird bei Zwischenaufenthalten während des Zuges oder mit Erreichen der Winterquartiere abgeschlossen. Ob alle diesjährigen Vögel vor dem ersten Heimzug ihr Gefieder noch einmal komplett vermausern ist unklar.

## Lautäußerungen
Wie die meisten Würger sind auch Braunwürger nur in aggressionsgestimmten Situationen sowie in der Phase der Territoriumsetablierung und der Paarbildung akustisch auffällig. Der Gesang ist fast ausschließlich in der Vorbrutzeit zu hören. Am häufigsten ist ein mehrfach gereihter, heiserer Ruf zu hören, der dem Alarmruf des Neuntöters ähnlich ist. Er ist individuell unterschiedlich und schwer – am ehesten mit zcha…zcha… – zu transkribieren. In sehr hoher Aggressionsstimmung wird in die Rufreihen ein recht deutlich hörbares Schnabelknappen eingeflochten. Daneben dienen stakkatoartig gereihte ckack- oder avokale tck-Laute als weitere akustische Alarmsignale. In der Paarungszeit bettelt das Weibchen mit jiih…jiih…- Rufen, den Bettellauten der Nestlinge. Der Gesang ist ein recht lautes, trällerndes Zwitschern. Melodiöse und strukturierte Phasen werden von Pfiffen und Elementen aus dem Alarmrepertoire unterbrochen. Wie viele andere Würgerarten verwendet auch der Braunwürger Phrasen aus anderen Vogelgesängen und imitiert Geräusche verschiedenster Art.

## Verbreitung

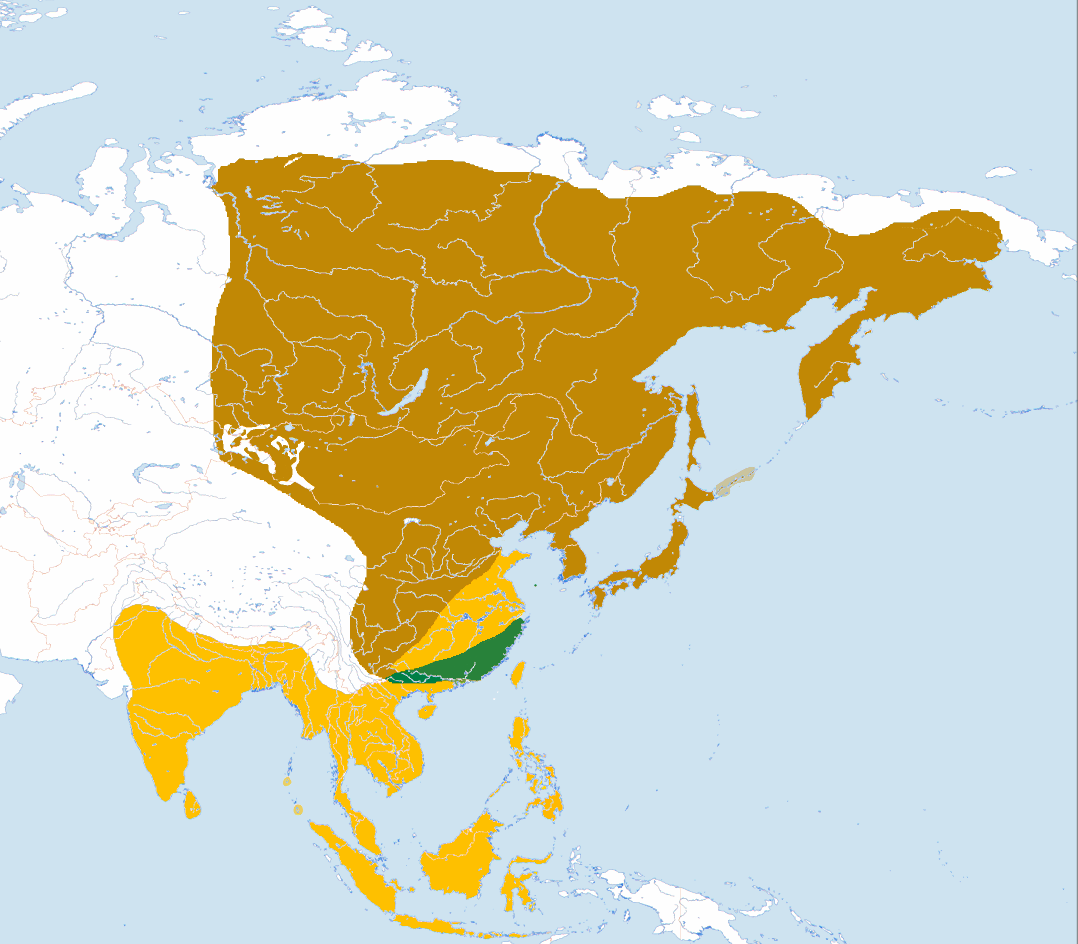
Verbreitung des Braunwürgers
braun: Sommervorkommen
grün: Jahresvögel
gelb: Überwinterungsgebiete

Der Braunwürger besiedelt ein sehr großes Areal, das sich in Nord-Süd-Richtung von Gebieten jenseits des Polarkreises bei ungefähr 70° Nord südwärts bis an die fast die Tropen berührenden südostchinesischen Brutgebiete am Wendekreis des Krebses erstreckt. Er gehört damit neben dem Nördlichen Raubwürger zu den Würgerarten, denen es gelungen ist, sich sehr unterschiedliche Klimazonen zu erschließen und sehr weit nach Norden vorzudringen. Die Westgrenze der Verbreitung ist unklar, möglicherweise auch gewissen Fluktuationen unterworfen. Allgemein wird sie um 80° Ost angesetzt; im Südwesten erreicht sie im Vierländergrenzgebiet von Russland, Kasachstan, der Mongolei und China den russischen und den mongolischen Altai und den nördlichen Nan Shan. In diesem Großraum liegen die Berührungszonen mit dem Neuntöter (vor allem im Dsungarischen Alatau) und dem Isabellwürger (in Daurien und im Mongolischen Altai). Im Osten sind die Westhälfte Kamtschatkas, Sachalin, einige Inseln der südlichen Kurilen sowie in stark abnehmender Dichte Hokkaidō, Honshū und Kyūshū – sowie einige der kleineren japanischen Inseln – von dieser Art besiedelt.
Die Überwinterungsgebiete liegen südlich davon in Südostchina, Indochina, auf der Malaiischen Halbinsel, den Philippinen, vielen der großen und kleinen Inseln Indonesiens, sowie auf dem indischen Subkontinent und auf Sri Lanka.

### Lebensraum

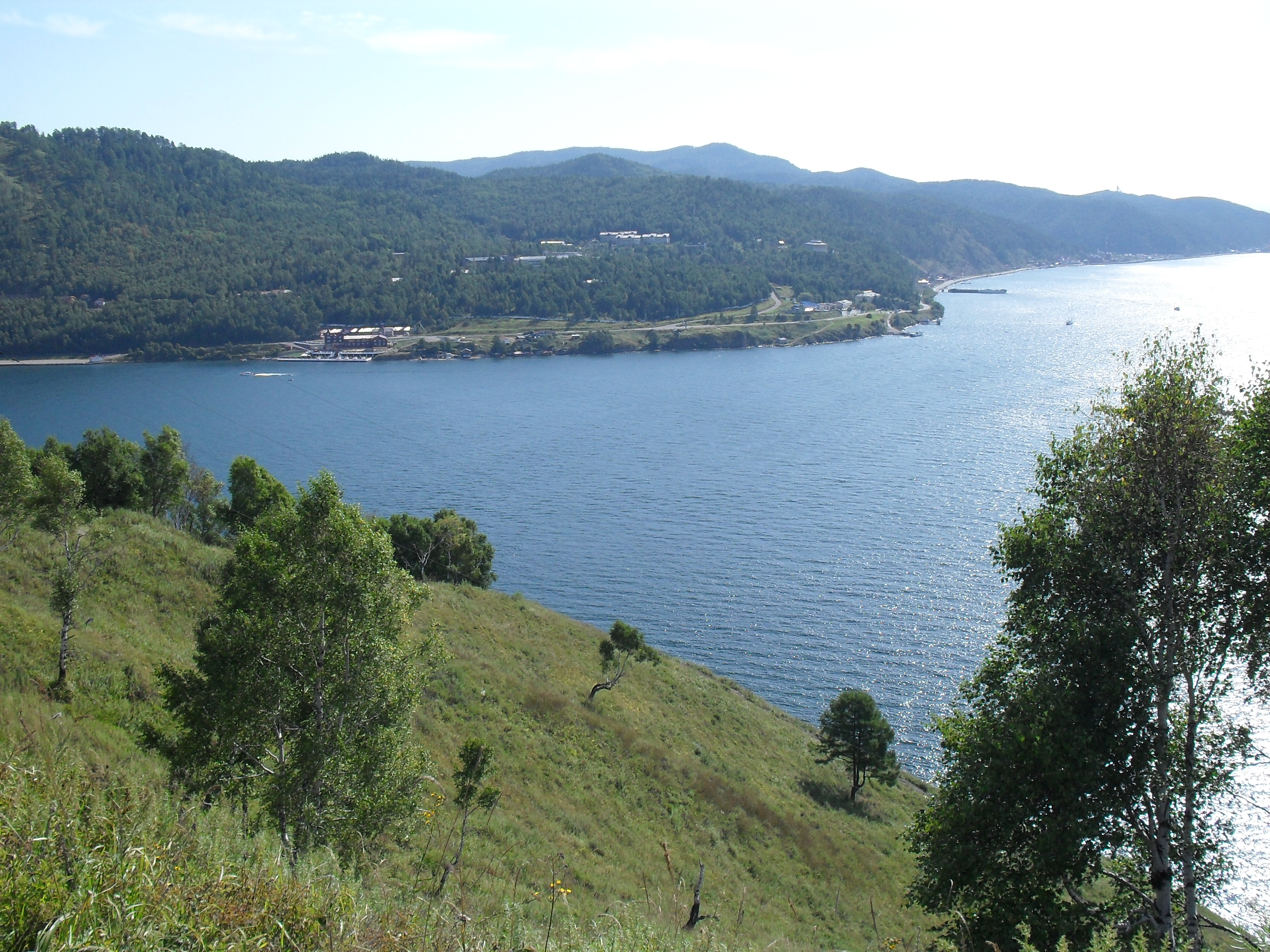
In offenen, wärmeexponierten Lagen wie hier an der Angara erreicht der Braunwürger hohe Bestandsdichten.

Der Braunwürger kann in sehr unterschiedlichen Habitaten erfolgreich brüten. Er gehört insgesamt zu den Würgerarten mit einer sehr großen Habitatstoleranz. Dennoch sind in diesem ausgedehnten Verbreitungsgebiet regionale Populationen eng an bestimmte Habitate gebunden, was die Art im Zusammenspiel mit der recht großen Brutplatztreue sehr anfällig für Lebensraumveränderungen macht.
Immer ist eine Bevorzugung von aufgelockert busch- oder baumbestandenen Lebensräumen mit möglichst geringem, oder nur kurzem Bodenbewuchs festzustellen. Geschlossene, zusammenhängende Waldgebiete besiedelt die Art nicht, kommt jedoch in ausgedehnten natürlichen oder durch Holzgewinnung entstandenen Lichtungen, in früher Sukzessionsvegetation nach Waldbränden und an Waldrändern vor, sofern diese an Gebiete grenzen, die für den Beuteerwerb günstig sind. In der Taiga/Tundra-Übergangszone brütet die Art vor allem in lockeren Birkenbeständen, südlicher – in den zentralsibirischen Regionen – in Weiden entlang kleiner Flussläufe. Flussbegleitende Galerievegetation bietet in den Trockengebieten West- und Südwestchinas sowie der Mongolei geeignete Brutmöglichkeiten. Im Altaigebiet bilden oft mit einzelnen Lärchen und Wacholderbüschen bestandene Regionen günstige Habitate. Häufig besiedelt die Art auch Windschutzbepflanzungen am Rande von Kulturland, Baumreihen entlang von Straßen, gelegentlich auch Parks und sehr große Gärten. Die Unterart L. c. superciliosus bevorzugt in Japan lichte Eichenwälder in Küstennähe oder mit Deutzien bestandenes Weide- und Grasland. Die am südlichsten verbreitete Unterart L. c. lucionensis brütet häufig in den Grenzzonen subtropischer und tropischer immergrüner Wälder sowie in Sekundärvegetation nach Holzeinschlägen. Diese Unterart erscheint auch am häufigsten in von Menschen stark gestalteten Landschaften, vor allem in landwirtschaftlich genutzten Gebieten.
Vertikal ist die Art vor allem in den Niederungen und im Hügelland unter 1000 Metern vertreten, im Südwesten des Verbreitungsgebietes kommt sie bis in Höhen von 1800 Metern vor, in den Überwinterungsgebieten auch noch in etwas höheren Lagen.

### Siedlungsdichten
Die Bestandsdichten sind sowohl regional als auch zeitlich starken Schwankungen unterworfen. Generell zeichnet sich aber auch gebietsübergreifend ein negativer Bestandstrend ab. In sehr günstigen Habitaten, zum Beispiel auf Offenflächen nach Waldbränden in früher Nachfolgevegetation oder in Regionen mit einer Massenvermehrung von Forstschädlingen, insbesondere aus der Gattung Dendrolimus, erreicht der Braunwürger mit 80 Brutpaaren/km² sehr hohe Bestandsdichten. In solchen Gebieten kann der Nestabstand bei 70 Metern und darunter liegen. Üblicherweise sind die Bestandsdichten aber wesentlich geringer und die Nestabstände mit etwa 300 Metern selbst in für die Art günstigen Lebensräumen bedeutend größer. Die größten Siedlungsdichten der Unterart L. c. superciliosus in Japan werden mit 1–2 Brutpaaren/Hektar angegeben.

### Wanderungen
Die Wanderungen des Braunwürgers sind noch nicht ausreichend erforscht, doch weisen die bisherigen Untersuchungen darauf hin, dass die einzelnen Unterarten voneinander getrennte Überwinterungsgebiete aufsuchen, die sich allerdings in ihren Grenzbereichen großräumig überschneiden.
Bis auf ein relativ kleines Verbreitungsgebiet im Südosten Chinas und möglicherweise im Süden der Koreanischen Halbinsel, das von mehrheitlich residenten Populationen bewohnt wird, sind Braunwürger obligate Zugvögel, jene der Nominatform häufig Langstreckenzieher, deren Überwinterungsgebiete vor allem in Indien und im Westteil Indochinas liegen. Von West nach Ost und Südost schließen jene von L. c. confusus, L. c. lucionensis und L. c. superciliosus daran an. Einige Populationen legen bis zu 700 Kilometer nonstop über offenem Meer zurück.
Der Wegzug der Brutvögel im äußersten Norden setzt schon Ende Juli ein und erreicht seinen Höhepunkt gegen Mitte/Ende August. Die Vögel südlicherer Regionen ziehen später weg, meist sind jedoch die Brutgebiete gegen Ende September vollständig geräumt. Der Heimzug von Braunwürgern der Unterart L. c. lucionensis beginnt Mitte März, jener der Nominatform gut einen Monat später. Gegen Ende Mai, spätestens Mitte Juni, sind die meisten Brutplätze besetzt.
Braunwürger ziehen einzeln oder in sehr kleinen Gruppen – vor allem während der Nacht und in den ersten Morgenstunden. Den Tag verbringen sie mit Rast, Gefiederpflege und Nahrungssuche. Während des Wegzuges werden oft längere Pausen eingelegt, der Heimzug erfolgt zügiger. Adulte Vögel verlassen zuerst das Brutgebiet, Jungvögel ein bis zwei Wochen nach ihnen. In den Brutgebieten erscheinen oft die Männchen etwas vor den Weibchen.

## Nahrung und Nahrungserwerb

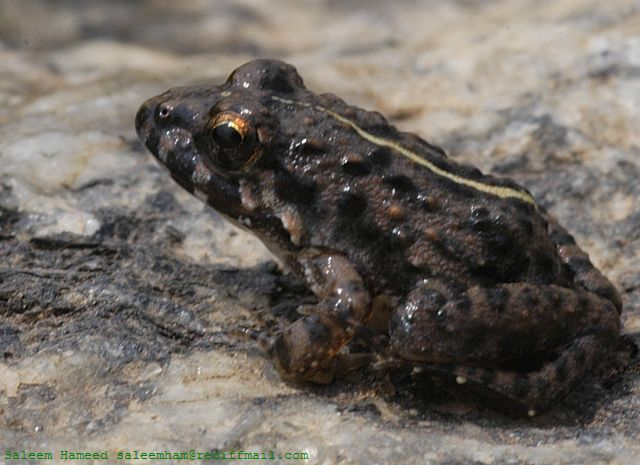
Fejervarya limnocharis, eine in Reisfeldern häufige Froschart, ist vor allem in den Überwinterungsgebieten ein häufiges Beutetier des Braunwürgers.

Wie alle Würger sind auch Braunwürger Nahrungsopportunisten. Sie bevorzugen zwar größere Wirbellose, vor allem Insekten, sammeln bei Massenaufkommen aber auch kleine Arten, deren Art oder Gattung später in den Speiballen nicht mehr bestimmbar ist. Unter den Insekten überwiegen Heuschrecken, Fangschrecken, Grillen, Zikaden, Käfer, Schmetterlinge und deren Raupen, Libellen, und Hautflügler, darunter auch stechende Arten. Wirbeltiere wie Nestlinge und kleine Sperlingsvögel, Mäuse, Frösche sowie Reptilien wie Geckos, Eidechsen und Agamen sind gelegentliche Beutetiere; als Nahrungslieferanten spielen sie offenbar in den Winterquartieren eine größere Rolle als während der Brutzeit.
Braunwürger sind Wartenjäger. Nach einer sehr umfangreichen Untersuchung gelangen 89 % aller erfolgreichen Jagdversuche mit dieser Methode. Die überwiegende Mehrzahl der Beutetiere (fast 60 %) wird innerhalb eines Radius von 1,5 Metern geschlagen, die weiteste beobachtete Entfernung einer erfolgreichen Attacke betrug 22 Meter. Die Ansitzhöhe ist von der Höhe und der Dichte des Unterwuchses abhängig. Meist liegt sie um die 2 Meter, ist aber niedriger, wenn der Unterwuchs dichter und höher ist.
Neben der Ansitzjagd suchen Braunwürger Substratoberflächen nach Beutetieren ab, jagen nach Großinsekten im Flug und greifen – vor allem in den Zugzeiten – in der Manier kleiner Falken kleine, in Schwärmen ziehende Zugvögel an.
Braunwürger legen Vorräte durch Aufspießen und Einklemmen in Zweiggabeln an. Die überwiegende Mehrzahl der so aufbewahrten Beutetiere sind Wirbeltiere. Besonders häufig werden Fejervarya limnocharis – eine kleine, in Süd- und Südostasien häufige Froschart – und Verwandte aus diesem Artenkomplex auf den Spießplätzen gefunden. Nicht sofort verzehrte Beutetiere transportieren Braunwürger im Schnabel zu den Spieß- oder Fressplätzen.

## Verhalten
Braunwürger sind vorwiegend tagaktiv, jagen aber in hellen Nächten gelegentlich auch noch in den ersten Nachtstunden. Sie leben außerhalb der Brutzeit weitgehend solitär, während der Brutzeit in einer saisonalen Paarbindung. Im Verhalten ähneln sie sehr stark dem Neuntöter, sind aber insgesamt etwas weniger auffällig, verborgener als dieser. Sie beanspruchen sowohl ein Brut- als auch ein außerbrutzeitliches Territorium, das energisch gegen Artgenossen, andere Würgerarten und gegen Nahrungskonkurrenten verteidigt wird. Mit dem Büffelkopfwürger kommen sie auch in sehr eng aneinandergrenzenden, zum Teil überlappenden Revieren vor. Die Aggressions- und Warnsignale bestehen aus lauten Rufreihen, Schauflügen an den Territoriumsgrenzen und – bei größerer Annäherung eines Widersachers – in der Einnahme einer als Pfahlstellung beschriebenen sehr aufrechten Körperhaltung, die bei anhaltendem Aggressionsdruck in die Buckelposition mit Schnabelzeigen und gleichzeitigem Schwanzstelzen übergeht. Dieser höchsten Aggressionsgestik können direkte Berührungskämpfe folgen. Bei Würgerpaaren beteiligen sich Weibchen meist nur stimmlich an diesen Auseinandersetzungen.
Vor Flugfeinden fliehen Braunwürger still in dichtes Gebüsch; Nesträuber, insbesondere Elstern, werden aber direkt attackiert und auch außerhalb der Brutzeit gemobbt. Braunwürger erkennen verschiedene Kuckucksarten als Brutparasiten und versuchen sie aus der Nestumgebung zu vertreiben.
Die Brutplatztreue ist vor allem bei den Männchen ausgeprägt. Eine umfangreiche Untersuchung stellte fest, dass 43 % der letztjährigen erfolgreichen Brüter an den Nistplatz zurückkehrten, dagegen nur 13 % der Weibchen.

## Brutbiologie
Die meisten Männchen erscheinen vor den Weibchen im Brutgebiet, sodass in den Brutgebieten für wenige Wochen ein großer Mangel an Weibchen herrscht. In dieser Zeit wurden Balzrituale zwischen sexuell hochgestimmten Männchen beobachtet. Nach Ankunft der Weibchen vollzieht sich die eigentliche Balz und Paarbildung innerhalb sehr kurzer Zeit. Wesentlichste Balzelemente sind neben den Schauflügen und Gesängen die Pfahlstellung des Männchens in unmittelbarer Nähe des Weibchens, wobei das Männchen, begleitet von einem leise murmelnden Gesang, heftige Kopfrotationen vollführt. Nach einer gewissen Zeit führt das Weibchen ähnliche Bewegungen – oft synchron mit dem Männchen – aus. Futterübergaben bekräftigen die Bindung, worauf das Weibchen meist in dichteres Gebüsch schlüpft, wo die ersten Kopulationen erfolgen.
Das Nest wird von beiden Partnern innerhalb einer Woche gebaut, die Hauptarbeit verrichtet jedoch das Weibchen. Die Nestträger sind unterschiedliche Büsche oder Bäume, allein in der Ussuri-Region konnten zwölf verschiedene Arten festgestellt werden. Die Nesthöhe liegt im Durchschnitt bei etwa 2 Metern. Nicht selten bauen Braunwürger ihr Nest auch am Boden, meist innerhalb eines Graspolsters unter Büschen, eine Verhaltensweise, die nur bei wenigen Würgern – unter ihnen der Neuntöter – beobachtet wurde. Das Nest selbst ist ein eher unordentliches, instabil wirkendes Gebilde, das aus einem äußeren Zweiggerüst und einem inneren, aus Gräsern, Stängeln, Ranken und Baststreifen verwobenen Napf besteht. Außen ist es oft mit Moos und Blättern etwas verkleidet, innen vor allem mit Tier- und Pflanzenwolle ausgelegt. Der Außendurchmesser schwankt zwischen 115 und 130 Millimetern, der Innendurchmesser liegt im Durchschnitt bei 80 Millimetern. Die Napftiefe beträgt etwa 55 Millimeter.

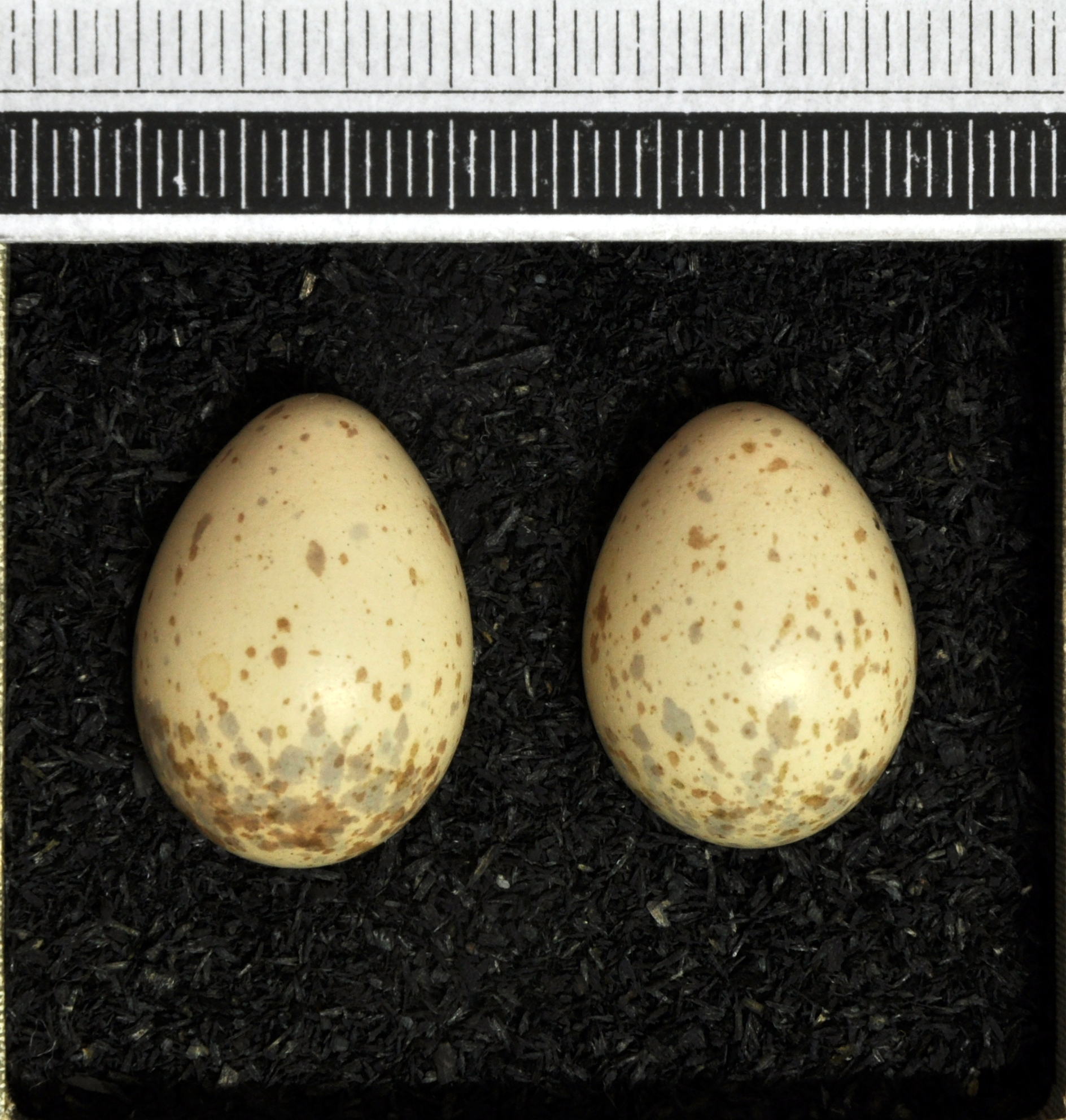
Eier des Braunwürgers, Sammlung Museum Wiesbaden

Das Gelege besteht aus 4–6 (3–8) Eiern von mattweißer-, rosafarbener- oder grünlicher Grundfärbung. Vor allem am stumpfen Ende sind sie braun, grau oder violett gesprenkelt. Die Eigröße der Nominatform beträgt 22,8 × 17,3 Millimeter. Die durchschnittliche Gelegegröße nimmt mit dem Breitengrad zu. Die kleinsten Eier und die kleinsten Gelege wurden bei der am weitesten im Süden verbreiteten und größten Unterart L. c. lucionensis festgestellt. Im Norden beginnt die Hauptlegeperiode Mitte Juni und reicht bis Ende Juli, in den südlicheren Brutgebieten setzt sie etwas früher ein und dauert bis in den August. In Südjapan und Südostchina werden die ersten Gelege bereits gegen Ende April gefunden. Der Großteil der Braunwürger brütet nur einmal im Jahr, bei Gelegeverlust sind Ersatzbruten jedoch die Regel. In den südlichsten Brutgebieten brüten viele Paare zweimal im Jahr.
Das Gelege wird fast ausschließlich vom Weibchen etwa 15 Tage (13–16) bebrütet; das Männchen versorgt es in dieser Zeit und in der ersten Woche nach dem Schlupf weitgehend mit Nahrung. Die Jungen schlüpfen nackt und blind, entwickeln sich jedoch sehr schnell und verlassen nach 13–14 Tagen das Nest. Sie verbleiben zunächst in unmittelbarer Nestnähe, wo sie von den Altvögeln weiter gefüttert werden. Mit zunehmender Selbstständigkeit entfernen sie sich weiter vom Neststandort, verbleiben aber bis zum ersten Wegzug meist innerhalb eines Radius von 800 Metern.
Die Brut- und Nestlingsverluste durch Witterungseinflüsse und Nestprädation sind sehr groß. Die Ausfliegerate ist entsprechend niedrig. Einflüsse anthropogener Natur scheinen sie zusätzlich negativ zu beeinflussen: So betrug sie 1975 auf einer Probefläche auf Hokkaidō noch 75 %, 1996 jedoch nur mehr 29 %.

## Systematik
Der Braunwürger wird allgemein in eine Superspezies mit dem Neuntöter und dem Isabellwürger gestellt. Mit beiden kommt es in den Berührungszonen der drei Arten zu Mischbruten, von denen zumindest jene mit dem Neuntöter keine Hybridisierungsminderungen in Bezug auf Gelegegröße und Bruterfolg aufweisen und die Nachkommen offenbar fertil sind. Seltener kommt es zu Mischbruten mit dem Isabellwürger, über deren Fertilität nichts bekannt ist. In manchen Regionen Japans, im Primorje-Gebiet des äußersten südöstlichen Russlands und möglicherweise im Norden der Koreanischen Halbinsel wurden Mischbruten von Braunwürger und Tigerwürger festgestellt, auch über diese fehlen nähere Erkenntnisse. Bei allen Hybridbruten wurde bisher nur das heterospezifische Elternpaar bei der Brutpflege beobachtet, Genanalysen der Nestlinge sind nicht verfügbar. Meist war das Weibchen ein Braunwürger. Extrapaar-Kopulationen kommen bei Braunwürgern durchaus vor, die Befruchtung der Eier durch einen Artgenossen ist also nicht auszuschließen.
Zur phylogenetischen Stellung des Braunwürgers innerhalb der Gattung liegt zurzeit nur eine Untersuchung vor, die acht Würgerarten berücksichtigt. Danach sind Neuntöter und Isabellwürger Schwesterarten, während Braunwürger und Schachwürger, beziehungsweise Büffelkopfwürger und Tibetwürger parallele Kladen in unmittelbarer genetischer Nähe bilden.
Es werden vier Unterarten anerkannt, die sich klinal in Bezug auf Größe und Färbung des Oberseitengefieders unterscheiden. Die kleinste Unterart ist die Nominatform, die größte L. c. lucionensis:
- Lanius cristatus cristatus Linnaeus, 1758: Nördlicher, westlicher, zentraler und nordöstlicher Teil des Verbreitungsgebietes.

- Lanius cristatus confusus Stegmann, 1929: Östliche Mongolei, südöstliches Russland, Mandschurei. Geringfügig größer, auf der Oberseite etwas blasser als die Nominatform, Überaugenstreif etwas breiter, insgesamt aber schwer von L. c. cristatus zu unterscheiden.

- Lanius cristatus superciliosus Latham, 1801: Südsachalin, südliche Kurilen, Nord- und Zentraljapan. Sehr breiter weißer Überaugenstreif, Stirn zur Hälfte weiß. Satt rotbraun gefärbte Oberseite; Schwingen eher dunkelgrau.

- Lanius cristatus lucionensis Linnaeus, 1766: Südjapan, Korea, Südostchina. Größte Unterart. Auf der Oberseite grau bis graubraun, nur Schwanzdecken und Schwanz rötlichbraun. Der weiße Überaugenstreif ist kaum erkennbar. Stirn hell weißgrau, Flanken recht intensiv gelborange getönt.

## Bestand und Bedrohung
Die Bestandssituation des Braunwürgers ist unübersichtlich, wird von der IUCN jedoch mit LC = keine Gefährdung (least concern) bewertet.
Für viele Gebiete, vor allem in den Kernzonen in Sibirien, fehlen aktuelle Bestandsanalysen. Insgesamt zeigt sich aber ein negativer Trend, der in manchen Gebieten, wie in der Amur-Ussuri-Region, vor allem aber in Japan, dramatische Dimensionen angenommen hat. In Japan ist die Unterart L. c. superciliosus von Bestandseinbrüchen betroffen, die gebietsweise in den letzten 20 Jahren über 80 % betragen. Der Status von L. c. lucionensis in Südjapan ist unklar. Als Gründe für den Rückgang werden Lebensraumverluste, gesteigerter Insektizideintrag, aber auch die anhaltende Verfolgung der Art in den Überwinterungsgebieten angegeben. Bemerkenswert ist, dass der gebietsweise mit dem Braunwürger in denselben Lebensräumen vorkommende Büffelkopfwürger in diesem Zeitraum seine Bestandsdichten nicht nur halten, sondern sogar erhöhen konnte.
Wie alle kleinen- und mittelgroßen Sperlingsvögel hat auch der Braunwürger eine große Anzahl von natürlichen Feinden, vor allem Greifvögel und dämmerungs- und tagaktive Eulen, insbesondere die Sperbereule. Der Bruterfolg wird von einigen Nestprädatoren, vor allem von Mardern, von Krähen, in Siedlungsnähe von Hauskatzen, in den südlicheren Verbreitungsgebieten auch von Schlangen sowie von Brutparasiten verringert. Insgesamt parasitieren vier Kuckucksarten Braunwürgergelege, unter denen der Kurzflügelkuckuck seine Legezeiten weitgehend mit den Brutzeiten des Braunwürgers synchronisiert hat.